# Славица Ринчић
Славица Ринчић (Сплит, 1966) била је југословенска рукометашица.

## Биографија
Славица Ринчић је рођена у Сплиту 1966. године. Почела је да се бави рукометом 1979. године, као девојчица од 13 година, у ЖРК Станишић из Станишића, који се такмичио тада у Другој савезној рукометној лиги.
Већ након две године у редовима станишићанки, стигао је позив за прелазак у већу рукометну средину. Године 1981, постала је играчица прволигашке екипе „Бане Секулић” из Сомбора, коју је тренирао један од најбољих европских рукометних тренера, посебно за жене, Јосип „Бепо” Самарџија. Свих више од седам година играња у овом клубу, Славица је била једна од главних играчица и убрзо је постала вођа екипе. У октобру 1988. године одлучила је да пређе у редове сплитске Далме. У Сплиту, у дресу Далме, Славица Ринчић је играла до 1990. године, када се одлучила вратити у Сомбор и својим искуством помоћи клубу у ком се играчки афирмисала, али постала и репрезентативка.
После порођаја 1990. године, поновно се враћа рукомету и наставља са одличним играма. Са екипом „Бане Секулића” 1992. године учествује у Купу европских купова, из којег испадају у четвртфиналу. Тих година Славица је и даље једна од најбољих играчица. Једна је од главних играчица када су рукометашице из Сомбора 1996. године освојиле треће место у Првој југословенској рукометној лиги и играле финале купа. Играчку каријеру Славица Ринчић завршила је 1999. године као рукометашица Апатина.

## Репрезентација
Године 1984. постала је јуниорска репрезентативка Југославије. Исте године једна је од најбољих играчица када је наведена репрезентација освојила златну медаљу на првенству Балкана. Године 1985, Славица је дебитовала за сениорску репрезентацију бивше државе. Играла је на Трофеју Југославија у Вараждину, иако још није имала ни 19 година. Исте године, Славица учествује са младом репрезентацијом Југославије на Светском првенству свог узраста у Сеулу где освајају осмо место. Ринчић је наступила 1988. године у Сеулу где су рукометашице освојиле четврто место.